# Stefania LaVie Owen
Stefania LaVie Owen (Miami, 15 dicembre 1997) è un'attrice statunitense.
È nota principalmente per aver preso parte alla serie The Carrie Diaries.

## Biografia
Stefania LaVie Owen è nata a Miami, in Florida. La madre è statunitense, il padre è neozelandese. È sorella di Carly e Lolo Owen, anch'esse attrici. Si è trasferita in Nuova Zelanda a 4 anni, nel villaggio di Pauatahanui, a nord di Wellington. La sua carriera ha inizio nel 2009, anno in cui ha debuttato al cinema nel film di Peter Jackson Amabili resti, adattamento dell'omonimo romanzo di Alice Sebold, recitando il ruolo di Flora Hernandez al fianco della protagonista Saoirse Ronan.
Negli anni successivi si è dedicata prevalentemente a produzioni televisive. Dal 2010 al 2011, ha preso parte alla serie Running Wilde, in cui recita la parte di Puddle Kadubic. Dal 2013 al 2014 è stata la coprotagonista della serie The Carrie Diaries, in cui ha vestito i panni di Dorrit, sorella minore di Carrie Bradshaw. Nel 2015 ha avuto un ruolo nella commedia-horror Krampus - Natale non è sempre Natale, diretta da Michael Dougherty.

## Filmografia

### Cinema
- Amabili resti (The Lovely Bones), regia di Peter Jackson (2009)
- Coming Through The Rye, regia di James Steven Sadwith (2015)
- Krampus - Natale non è sempre Natale (Krampus), regia di Michael Dougherty (2015)
- All We Had, regia di Katie Holmes (2016)
- Vice - L'uomo nell'ombra (Vice), regia di Adam McKay (2018)
- Beach Bum - Una vita in fumo (The Beach Bum), regia di Harmony Korine (2019)
- Paper Spiders, regia di Inon Shampanier (2020)

### Televisione
- Running Wilde - serie TV, 13 episodi (2010-2011)
- Home Game, regia di Ken Whittingham - film TV (2011)
- The Carrie Diaries - serie TV, 26 episodi (2013-2014)
- Chance – serie TV, 10 episodi (2016)
- Messiah – serie TV (2020)
- Sweet Tooth – serie TV, 16 episodi (2021-2024)

## Doppiatrici italiane
Nelle versioni in italiano dei suoi lavori, Stefania LaVie Owen è stata doppiata da:
- Lucrezia Marricchi in The Carrie Diaries, Messiah, Sweet Tooth
- Giulia Franceschetti in Krampus - Natale non è sempre Natale, Chance